# Beyond Divinity
Beyond Divinity — рольова гра розроблена Larian Studios і випущена 28 квітня 2004 року в Північній Америці під видавництвом Hip Games, та 30 квітня 2004 року в Європі, де видавцями стали Digital Jesters. Це продовження Divine Divinity (2002) і наступна частина серії. Гра отримала змішані відгуки від критиків та ігрової спільноти і вважається однією зі слабкіших ігор серії Divinity.
Версія Deluxe Edition була випущена того ж року і містила відразу дві гри серії: Divine Divinity та Beyond Divinity. У 2009 році ремастер гри був випущений у цифровому вигляді на GOG, головною зміною стала підтримка вищої роздільної здатності. З 29 жовтня 2012 року гра у форматі HD доступна в Steam. З 15 листопада 2013 року Beyond Divinity була випущена для Mac OS X.

## Ігровий процес

внутрішньоігровий інтерфейс: ліворуч зверху міні-мапа та нижче інвентар і характеристики персонажа; праворуч життєві показники партії і журнал квестів

Beyond Divinity — це ізометричний рольовий бойовик із кутом огляду зверху вниз і керуванням переважно за допомогою миші. Як і в Divine Divinity, ігровий процес близький до серії Diablo. Але, як і в оригіналі, тут також є елементи традиційної рольової гри, тобто розгалуджена діалогова система, велика кількість побічних квестів і небойові сегменти з елементами головоломок або платформерів. Представлена нова система репутації, яка відстежує дії протагоніста, що призводять до різних сюжетних наслідків. Крім того, гра генерує випадкові квести — це означає, що певні локації та завдання ніколи не відтворюватимуться двічі. Також, порівняно з Divine Divinity, розширено систему створення персонажів: можна вибрати стать, тип комплекції (худий, мускулистий чи товстий), зачіску тощо. Можна вибрати між трьома основними типами класів.
Бойова система, як і в Diablo, містить деякі елементи слешерів, однак завдяки функції активної паузи, можна призупинити гру, щоб роздати команди. Це дає змогу реалізовувати деякі стратегічні рішення у бою, а також використовувати лікувальні предмети та змінювати спорядження. Персонаж зазвичай матиме два різні типи атак: первинну та вторинну, які можливо призначити на різні кнопки миші. Гравці керують ігровою групою, що складається з двох персонажів, кожен з яких має власні характеристики і спорядження. Щоправда, з нуля можна створити лише головного героя, у напарника можна вибрати лише клас і розподілити уміння — його ім'я та зовнішність не змінюються. На відміну від багатьох подібних ігор, вибір однакового класу для обох персонажів не позбавлений сенсу — у цьому випадку з'являються додаткові навички та вміння.

## Синопсис
Сюжетна лінія розгортається через 20 років після Divine Divinity. Божественний забрав немовля (Даміана), щоб виховати його як сина. Він також заснував організацію Паладинів, щоб полювати на решту членів Чорного Кругу.
У Beyond Divinity головний герой є послідовником Божественного, паладином, який ненавидить і полює на некромантів. Під час битви з одним особливо могутнім ворогом, паладина схопив демон і затягнув його в інший всесвіт, де його душу було заковано з душею створіння зла. Двоє втікають із в'язниці та намагаються знайти спосіб повернутися до Рівеллону, щоб розірвати свій зв'язок.
За внутрішньою хронологією ігрового всесвіту, ця гра продовжує сюжет Divine Divinity, а після цієї гри слідуює Divinity II і Divinity: Original Sin II.

## Розробка
Розробка гри почалася в четвертому кварталі 2002 року. Реліз планувався наприкінці 2003 і зрештою був перенесений на другий квартал 2004 року. Основною причиною було те, що Larian збільшили масштаби проєкту, бо боялися, що вже існуючих напрацювань не вистачить для утримання інтересу їх цільової аудиторії.
На початку розробки гра отримала робочу назву Divinity: Rift Runner, яку незабаром довелося змінити, тому що на адресу розробників надійшов лист від юристів компанії-правовласника рольової системи Rifts. Larian виступили до них з пропозицією співробітництва та крос-промоушена (у коробку диска з грою було б вкладено рекламну листівку Rifts, а Rifts рекламували б гру), на що отримали відмову. 16 грудня 2003 року було оголошено про перейменування Beyond Divinity, також релізне вікно було перенесено на першу половину 2004 року. 3 березня 2004-го було випущено демо-версію гри, а 24 березня було оголошено про перенесення дати виходу для внесення змін щодо відгуків гравців. У результаті гру було видано 28 квітня 2004 року.
Версія Deluxe Edition була випущена під видавництвом MediaMix Benelux того ж року і містила відразу дві гри серії: Divine Divinity та Beyond Divinity. У 2009 році ремастер гри був випущений у цифровому вигляді на GOG, головною зміною стала підтримка вищої роздільної здатності. З 29 жовтня 2012 року гра у форматі HD доступна в Steam. З 15 листопада 2013 року Beyond Divinity вийшла на Mac OS X.

## Оцінки і відгуки
| Агрегатор  | Оцінка |
| ---------- | ------ |
| Metacritic | 73/100 |

| Видання                    | Оцінка |
| -------------------------- | ------ |
| GameSpot                   | 7.9/10 |
| GameSpy                    | [ 14 ] |
| GameZone                   | 8/10   |
| IGN                        | 8/10   |
| PC Gamer (Велика Британія) | 62%    |
| PC Gamer (США)             | 78%    |

Гра отримала змішані відгуки від ігрової спільноти та критиків. В цілому вона була прийнята добре завдяки креативності ідей і уваги до деталей, але крім того мала деякі часто повторювані і розтягнуті в часі геймплейні особливості, що прийшлись до душі далеко не всім. На думку GameSpot, який оцінив гру у 7,9 балів, «це хороший вибір як для шанувальників останньої гри Larian, так і для тих, хто полюбляє глибокі олдскульні рольові ігри». Журналісти IGN поставили грі 8/10 і заявили: «Якби ігровий баланс відповідав креативності та увазі до загального дизайну, вкладених у цю гру, я б, мабуть, дав їй 9, тому що деталізація та глибина середовища справді чудові. Але з такою кількістю проблем Beyond Divinity отримує 8». Підсумовуючи, Boomtown зауважили: «Beyond Divinity схожа на зламаний ігровий автомат, ви завжди виграєте ту саму суму, яку вкладаєте, але джекпот ніколи не приходить. Ви продовжите грати, тому що вам нема чого втрачати, але це не захоплюює».